# Wolga-Donkanaal
Het Wolga-Donkanaal (Russisch: Волго-Донской судоходный канал имени В И. Ленина, afgekort ВДСК; VDSK) is een kanaal dat de rivieren Wolga en de Don verbindt waar deze het dichtst bij elkaar komen bij de stad Wolgograd. De lengte van de waterweg is 101 km (waarvan 45 km door eerder bestaande rivieren en stuwmeren).
Vlak voor het uitbreken van de Tweede Wereldoorlog werd met de aanleg van het kanaal een start gemaakt. De oorlog vertraagde de werkzaamheden en tussen 1948 en 1952 werd de bouw afgerond. Op 1 juni 1952 werd het kanaal voor het scheepvaartverkeer geopend. Het kanaal is een belangrijk onderdeel van het watertransportnet in Rusland en schepen tot 3.000 ton kunnen er gebruik van maken.
Het Wolga-Don kanaal biedt de meest directe bevaarbare verbinding tussen de Kaspische Zee en de Zee van Azov. Ten zuiden van de stad Wolgograd begint het kanaal en eindigt in de Don bij Kalach-na-Donu. Schepen worden door middel van negen schutsluizen 88 meter omhoog getild en bij de Don aangekomen dalen de schepen 44 meter na het passeren van vier sluizen. De kleinste sluizen zijn 133 meter lang, 17 meter breed en 3,6 meter diep. Het water voor het kanaal wordt opgepompt met drie pompen. Het water wordt ook voor irrigatie  gebruikt.
In oostelijke richting worden vooral steenkool, bouwmaterialen en landbouwproducten vervoerd. Naar het westen vormen hout, aardolie en petroleumproducten de belangrijkste vracht. De vervoersstromen zijn niet gelijk verdeeld; de hoeveelheid vracht in westelijke richting is vele malen groter dan in omgekeerde richting.

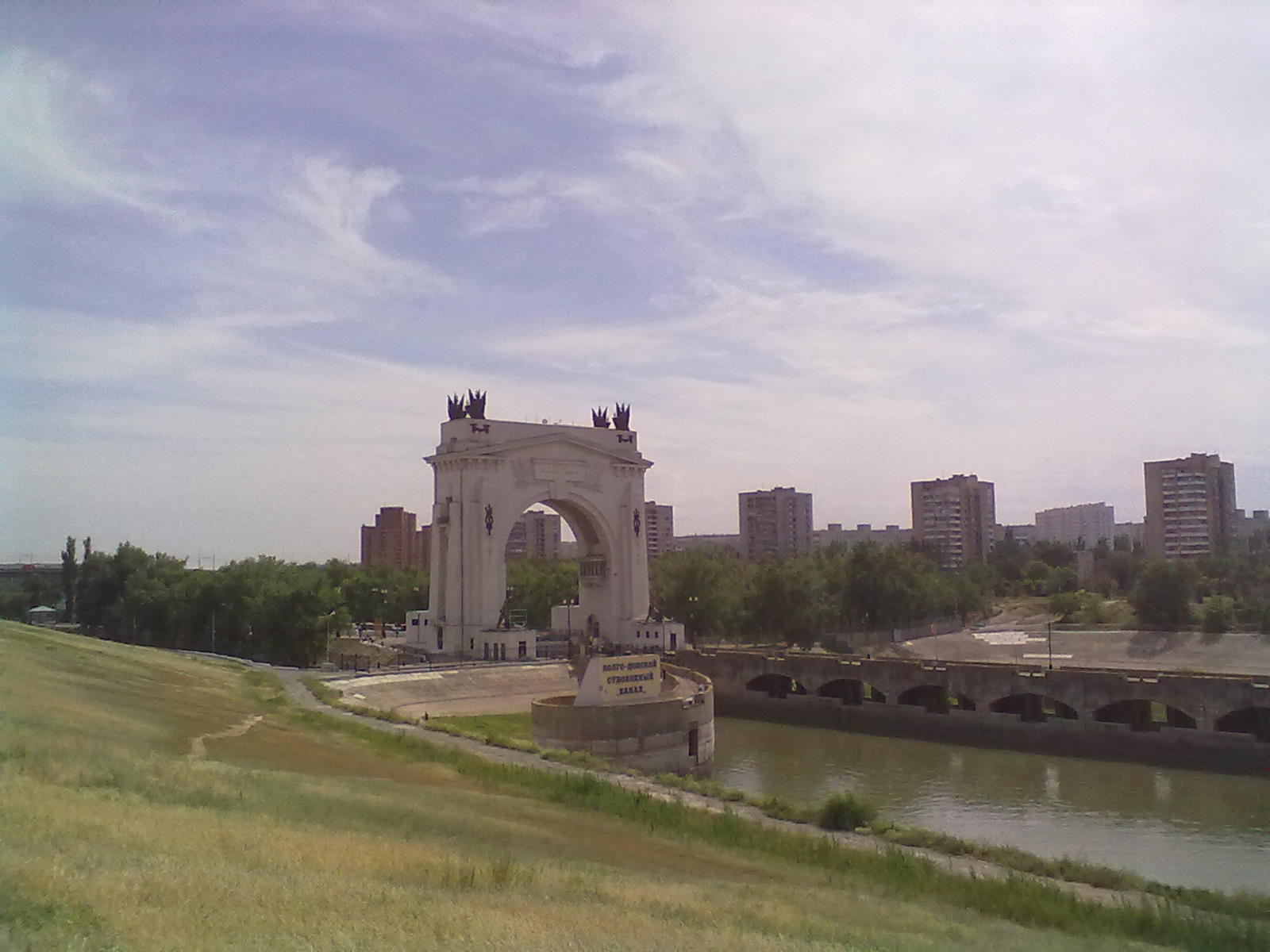
Sluis 1 bij Wolgograd
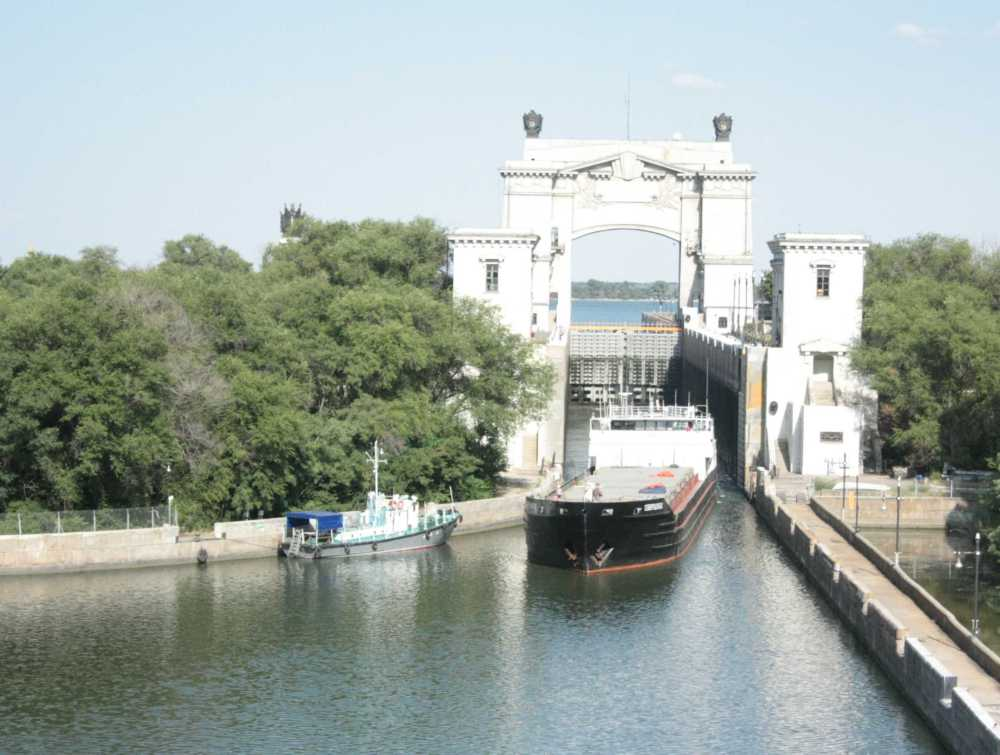
Sluis 13 in het Wolga-Donkanaal